# Guido Spadea
Guido Spadea (Milano, 15 luglio 1921 – Genova, 28 maggio 2013) è stato un attore italiano.

## Biografia
Nel 1942, a 21 anni, accompagnando un amico capo-claque, iniziò a frequentare i tanti teatri dell'epoca dove si davano spettacoli di rivista e di prosa. Lavorò quindi come macchinista nella compagnia del fantasista Renato Maddalena. Durante le stagioni, oltre a fare il macchinista recitò in piccole parti, scrivendo, dopo aver letto i quotidiani del luogo in cui si sarebbero esibiti, qualche scenetta di argomento locale. Così iniziò ad aver successo anche come "poeta di compagnia" com'era definito allora questo ruolo.
In Galleria a Milano conobbe Mario Carotenuto, che allora stava lavorando alla radio. Iniziò così tra i due una collaborazione nella quale Guido Spadea scriveva testi per nuovi copioni. Qualche anno dopo si presentò in Rai con quei copioni e ottenne così la qualifica di autore, scrivendo poi per Febo Conti e Liliana Feldmann e guadagnando per la prima volta uno stipendio adeguato. Sempre in Galleria, Carlo Dapporto gli dette un argomento su cui lavorare, quindi su commissione Guido Spadea inventava la barzelletta che gli serviva sulla scena. Invece da Erminio Macario a volte riceveva i copioni da migliorare e lui glieli rispediva con gli sketches, riveduti e corretti.
Lavorò in seguito come attore con Nuto Navarrini e in altre compagnie. Nel 1958 scrisse i testi di alcuni documentari realizzati da Ermanno Olmi. Dal 1959, collaborò per 25 anni con il Teatro alle Maschere di via Borgogna dove si svolgevano spettacoli di “Burlesque”, occupandosi del “gruppo prosa”. Al Piccolo Teatro di Milano lavorò in El nost Milan, diretto da Giorgio Strehler. A partire dagli anni sessanta partecipò, come caratterista, a diversi film del cinema italiano, solitamente ambientati a Milano. In piccoli ruoli, lavorò con registi come Alberto Lattuada, Luigi Zampa, Carlo Lizzani, Giorgio Capitani, Pasquale Festa Campanile, Castellano e Pipolo
Ebbe il ruolo significativo del maestro Nanini nel film Il maestro di Vigevano (1963), accanto ad Alberto Sordi. Nel corso degli anni settanta partecipò a diversi film del genere poliziesco; in seguito apparve anche in film con Nino Manfredi, Lino Banfi e, negli anni ottanta, in film con Adriano Celentano.
Ritiratosi dalle scene, Guido Spadea si trasferì da Milano a Genova dove morì il 28 maggio 2013.

## Filmografia

### Cinema
- Il posto, regia di Ermanno Olmi (1961)
- Il maestro di Vigevano, regia di Elio Petri (1963)
- I due deputati, regia di Gianni Grimaldi (1968)
- La pecora nera, regia di Luciano Salce (1968)
- Vedo nudo, regia di Dino Risi (1969)
- Il terribile ispettore, regia di Mario Amendola (1969)
- Continuavano a chiamarli i due piloti più matti del mondo, regia di Mariano Laurenti (1972)
- Bianco rosso e..., regia di Alberto Lattuada (1972)
- La morte accarezza a mezzanotte, regia di Luciano Ercoli (1972)
- Bisturi la mafia bianca, regia di Luigi Zampa (1973)
- La polizia ha le mani legate, regia di Luciano Ercoli (1974)
- Il giudice e la minorenne, regia di Franco Nucci (1974)
- Vermisat, regia di Mario Brenta (1975)
- Storie di vita e malavita, regia di Carlo Lizzani (1975)
- Oh, Serafina!, regia di Alberto Lattuada (1976)
- Stangata in famiglia, regia di Franco Nucci (1976)
- Movie Rush - La febbre del cinema, regia di Ottavio Fabbri (1976)
- Bruciati da cocente passione, regia di Giorgio Capitani (1976)
- La bidonata, regia di Luciano Ercoli (1977)
- Ecco noi per esempio..., regia di Sergio Corbucci (1977)
- Non si può spiegare, bisogna vederlo, episodio di Per vivere meglio divertitevi con noi, regia di Flavio Mogherini (1978)
- SuperAndy - Il fratello brutto di Superman, regia di Paolo Bianchini (1979)
- Sabato, episodio di Sabato, domenica e venerdì, regia di Sergio Martino (1979)
- Ho fatto splash, regia di Maurizio Nichetti (1980)
- Prestami tua moglie, regia di Giuliano Carnimeo (1980)
- Il bisbetico domato, regia di Castellano e Pipolo (1980)
- Bingo Bongo, regia di Pasquale Festa Campanile (1982)
- Mani di fata, regia di Steno (1983)
- Il ragazzo di campagna, regia di Castellano e Pipolo (1984)
- Il volatore di aquiloni, regia di Renato Pozzetto (1987)
- Le nuvole sotto il cuscino, regia di Fulvio Accialini e Lucia Coluccelli (1991)

### Televisione
- Notti e nebbie, regia di Marco Tullio Giordana (1984) (Miniserie TV)
- Nonno Felice, regia di Giancarlo Nicotra (1993) (Serie TV, 1ª stagione, episodio 18)
- Norma e Felice, regia di Beppe Recchia (1995) (Serie TV, episodio 12)

## Doppiatori italiani
- Gianni Bonagura in Il maestro di Vigevano
- Antonio Guidi in Vedo nudo
- Cochi Ponzoni in Per vivere meglio, divertitevi con noi
- Gianfranco Bellini in Sabato, domenica e venerdì
- Fernando Cerulli in Il bisbetico domato